# Гордон, Джордж, 4-й граф Хантли
Джордж Гордон (англ. George Gordon; 1514—1562), 4-й граф Хантли (с 1524 года) — шотландский барон из рода Гордонов, один из руководителей католической партии дворян в период правления королевы Марии Стюарт.
Джордж Гордон был сыном Джона Гордона, лорда Гордона, и Маргариты Стюарт, незаконнорождённой дочери короля Шотландии Якова IV, внуком Александра Гордона, 3-го графа Хантли. Продолжая традиционную для графов Хантли политику укрепления королевского влияния в северных регионах страны, он в 1537 г. был назначен генерал-лейтенантом Северной Шотландии и участвовал в 1540 году в экспедиции короля Якова V на Оркнейские и Гебридские острова. В 1542 году Хантли возглавил шотландские войска в войне с Англией и нанес поражение англичанам в битве при Хаддон-Риге. Однако в результате конфликта с Яковом V граф Хантли вскоре был смещен, что во многом предопределило позорное поражение шотландцев при Солуэй-Моссе в ноябре того же года и последующую смерть короля.
В 1542 году граф Хантли вошёл в состав регентского совета при малолетней королеве Марии Стюарт во главе с графом Арраном. Придерживаясь анти-английских взглядов, Хантли не смог разделить англофильские стремления большинства членов регентского совета, и сблизился с профранцузской партией королевы-матери Марии де Гиз и кардинала Битона, которой в 1544 году удалось прийти к власти. Одновременно Хантли продолжал работу по наведению порядка в северных регионах страны: в 1544 году он подавил мятеж клана Камеронов, а в 1550 восстание клана Макинтошей в Морее.
В 1546 году, после убийства кардинала Битона, Хантли был назначен канцлером Шотландии, однако английские вторжения в страну вновь заставили графа вернуться к военной службе. Он принял активное участие в битве при Пинки в сентябре 1547 года, в результате которой граф был пленен англичанами, но вскоре отпущен под обязательство способствовать браку Марии Стюарт и Эдуарда VI, короля Англии. После возвращения в Шотландию Хантли первоначально продолжал поддерживать про-французскую политику Марии де Гиз, однако в 1554 году поссорился с королевой из-за её отказа поддержать претензии Хантли на графство Морей. В результате, когда в 1559 году в стране разразилась протестантская революция, Джордж Гордон занял колеблющиеся позиции, а в 1560 году стал оказывать поддержку восставшим.
Победа протестантов и их приход к власти после возвращения из Франции королевы Марии Стюарт вызвали оттеснение графа Хантли, занимающего консервативно-католические позиции, от управления. В 1562 году по приказу Гордонов королеве было отказано в доступе в замок Инвернесс во время её похода на север, что спровоцировало конфликт. Хантли был обвинен в измене, королевские войска лорда Джеймса Стюарта вторглись в его владения и разбили отряды графа в октябре 1562 года. Вскоре после поражения Джордж Гордон скончался от апоплексического удара. В мае 1563 года владения графов Хантли были конфискованы парламентом.
Разгром графа Хантли в 1562 году ликвидировал один из последних очагов католического сопротивления. Победа протестантства в Шотландии стала неизбежной.